# Château de Presles (Aisne)
Pour les articles homonymes, voir Château de Presles (homonymie).
Le château de Presles est un château situé à Presles-et-Thierny, en France. Il est partiellement inscrit aux monuments historiques.

## Localisation
Le château est situé sur la commune de Presles-et-Thierny, dans le département français de l'Aisne.

## Historique
Château fondée au XIIIe siècle par les évêques de Laon.

## Description
Il n'en subsiste que des ruines.

## Protection aux monuments historiques
Les restes de l'enceinte et de la chapelle sont inscrites au titre des monuments historiques par arrêté du 24 octobre 1927.